# L'anima del filosofo
L'anima del filosofo, ossia, Orfeo ed Euridice és una òpera en quatre actes de Joseph Haydn, amb llibret de Carlo Francesco Badini, basat en el mite d'Orfeu i Eurídice de Les Metamorfosis d'Ovidi. No es va estrenar en vida del compositor i no va ser estrenada fins al 9 de juny de 1951, al Teatro della Pergola de Florència.
Una altra versió del famós mite d'Orfeu i Eurídice, també musicat per Monteverdi i Gluck. La composició és de 1791, any de la mort de Mozart. L'estètica neoclàssica es veu en retirada i evidència un dels seus últims cants de cigne. La fe en la bellesa encarnada en el tema noble, adquireix una altra dimensió de la tragèdia.
L'estrena al Regne Unit va tenir lloc el 1955, en un concert al St Pancras Festival. Aquest va ser el debut del baríton Derek Hammond-Stroud. S'ha interpretat i gravat diverses vegades des de llavors. L'òpera fa un ús extensiu del cor.

## Personatges
| Rol                   | Tessitura | Estrena, 9 de juny de 1951 Director: Erich Kleiber |
| --------------------- | --------- | -------------------------------------------------- |
| Orfeo                 | tenor     | Thyge Thygesen                                     |
| Euridice              | soprano   | Maria Callas                                       |
| Plutone               | baix      | Mario Frosini                                      |
| Creonte               | baix      | Boris Christoff                                    |
| Baccante              | soprano   | Liliana Poli                                       |
| Genio                 | soprano   | Julanna Farkas                                     |
| Primer cortesà        | baríton   | Camillo Righini                                    |
| Segon cortesà/Guerrer | tenor     | Gino Orlandini                                     |
| Tercer cortesà        | baríton   | Edio Peruzzi                                       |
| Quart cortesà         | tenor     | Lido Pettini                                       |

## Enregistraments
- 1951 – Herbert Handt (Orfeo), Judith Hellwig (Euridice), Alfred Poell (Creonte), Hedda Heusser (Genio), Walter Berry (Pluto), Richard Walleigh (primer cortesà) – Cor i Orquestra de l'Òpera de Viena, direcció: Hans Swarowsky – 3 LPs, The Haydn Society.
- 1967 – Nicolai Gedda (Orfeo), Dame Joan Sutherland (Euridice), Spiro Malas (Creonte), Mary O'Brien (Genio), Simon Gilbert (Pluto) – Cor de l'Òpera Escocesa, Orquestra Nacional Escocesa, direcció: Richard Bonynge – 2 CDs, Opera d'Oro.
- 1994 – Robert Swensen (Orfeo), Helen Donath (Euridice), Thomas Quasthoff (Creonte), Sylvia Greenberg (Genio), Paul Hansen (Pluto), Azuko Suzuki (Baccante) – Cor de la Ràdio Bavaresa, Orquestra de la Ràdio de Múnic, direcció: Leopold Hager – 2 CDs, Orfeo.
- 1997 – Uwe Heilmann (Orfeo), Cecilia Bartoli (Euridice), Ildebrando d'Arcangelo (Creonte), Cecilia Bartoli (Genio), Andrea Silvestrelli (Pluto), Angela Kazimierczuk (Baccante) – Acadèmia de la Música Antiga, direcció: Christopher Hogwood – 2 CDs, L'Oiseau-Lyre,